# مایکل بالکن
مایکل بالکن (انگلیسی: Michael Balcon; ۱۹ مهٔ ۱۸۹۶ – ۱۷ اکتبر ۱۹۷۷) تهیه‌کننده اهل بریتانیا بود. وی بین سال‌های ۱۹۲۳ تا ۱۹۶۳ میلادی فعالیت می‌کرد.
وی تهیه‌کننده فیلم‌هایی همچون عقاب کوهستان، خرابکاری، سست‌عفاف، پلژر گاردن، مردی که زیاد می‌دانست و جنجال در کشتی بوده است.

## مرگ
در سال ۱۹۷۷، بالکن در Upper Parrock، خانه‌ای متعلق به قرن پانزدهم در بالای تپه ساسکس در نزدیکی مرز کنت درگذشت. او و همسرش از زمان جنگ جهانی دوم در آنجا زندگی می‌کردند. او را سوزاندند و خاکسترش را در آنجا دفن کردند.